# Deutsche Gesellschaft für Endokrinologie
Die Deutsche Gesellschaft für Endokrinologie e. V. (Abkürzung: DGE) ist die wissenschaftliche Fachgesellschaft im Bereich Endokrinologie (das schließt die Schilddrüsenkrankheiten, den Diabetes, die Osteoporose, Fertilitätsstörungen, die Adipositas, Hypophysenkrankheiten und die Krankheiten der Nebenniere ein). Die Deutsche Gesellschaft für Endokrinologie ist Mitgliedsgesellschaft der Arbeitsgemeinschaft der Wissenschaftlichen Medizinischen Fachgesellschaften.

## Aufgaben und Ziele
Die Gesellschaft sieht ihre Hauptaufgabe in der Förderung der Forschung auf dem Gebiet der Endokrinologie – im Bereich der Grundlagenforschung ebenso wie im Bereich der klinischen Forschung. Sie vergibt mehrere Auszeichnungen und Stipendien an Wissenschaftler, die auf diesem Gebiet herausragende Erfolge vorweisen können.
Der Verein tritt außerdem für eine Intensivierung des Meinungs- und Erfahrungsaustauschs zwischen den verschiedenen in der DGE vertretenen Disziplinen ein, aber auch für eine Intensivierung des Meinungsaustauschs zwischen der DGE und der Öffentlichkeit. Die Fachgesellschaft wurde 1953 auf eine Initiative von Arthur Jores hin in Hamburg gegründet. Heute organisiert die Deutsche Gesellschaft für Endokrinologie jährliche wissenschaftliche Symposien. Offizielles Organ der Deutschen Gesellschaft für Endokrinologie ist die im Thieme Verlag erscheinende Fachzeitschrift „Journal of Experimental and Clinical Endocrinology and Diabetes“ (ECED), die ebenfalls offizielles Organ der Deutschen Diabetes Gesellschaft ist. Die Fachgesellschaft vertritt auf internationaler Ebene die deutsche Endokrinologie im ESE Council of Affiliated Societies der European Society of Endocrinology (ESE).

### Servicegesellschaft
Die Endokrinologie Service Gesellschaft mbH EndoScience wurde von der Deutschen Gesellschaft für Endokrinologie gegründet, um die Umsetzung dieser Ziele zu unterstützen. Sie hat ihre Tätigkeit zum 1. Juli 2005 aufgenommen Sitz der Geschäftsstelle der Deutschen Gesellschaft für Endokrinologie als auch der EndoScience GmbH ist Altdorf bei Nürnberg.

## Aktivitäten
Die Deutsche Gesellschaft für Endokrinologie veranstaltet eine jährlich stattfindende Tagung. Seit 2023 findet die Jahrestagung nicht mehr in den Wintermonaten, sondern im Juni statt. Die Deutsche Gesellschaft für Endokrinologie reagierte damit auf die COVID-19-Pandemie in Deutschland, in deren Verlauf zwei Kongresstermine ausfallen mussten. Die Kongresse der Deutschen Gesellschaft für Endokrinologie werden von der Servicegesellschaft EndoScience organisiert, die zur Kongressorganisation, Mitgliederverwaltung und andere Aufgaben gegründet wurde.

### Auszeichnungen
Die Deutschen Gesellschaft für Endokrinologie vergibt alljährlich auf ihrer Jahrestagung folgende Wissenschaftspreise:
- Berthold-Medaille
- Von Recklinghausen-Preis
- Schoeller-Junkmann-Preis
- Von Basedow-Preis
- Ernst-und-Berta-Scharrer-Preis
- Bruno Allolio-Preis
- Anke Mey-Preis

#### Stipendien
Mit der YARE-Förderung und der Pfizer Young Investigator Fellowship fördert die Deutsche Gesellschaft für Endokrinologie Nachwuchswissenschaftler im Themenfeld der experimentellen oder klinischen Endokrinologie. Die YARE-Förderung („Young Active Research in Endocrinology“) umfasst ein Stipendium, das Reisen junger Wissenschaftler ermöglichen soll, sowie einen Dissertationspreis. Die mit 10.000 € dotierte Pfizer Young Investigator Fellowship soll wissenschaftliche Arbeit junger Forscher, deren Fortbildung und Erlernen neuer Methoden für einen Zeitraum von sechs Monaten finanziell absichern. Der Pfizer Young Investigator Award war bis vor einigen Jahren mit 15.000 € dotiert.

#### Medienpreis
Seit 2017 schreibt die Deutsche Gesellschaft für Endokrinologie den DGE-Medienpreis aus. Im Gegensatz zu den zahlreichen wissenschaftlich ausgerichteten Preisen und Stipendien der Fachgesellschaft richtet sich der DGE-Medienpreis nicht an Mediziner, sondern an Journalisten aus verschiedenen Medien, wie Print, Fernsehen oder Hörfunk. Ausgezeichnet werden hervorragende Publikationen oder Berichte im Themenfeld der Endokrinologie. Der DGE-Medienpreis ist mit 2.000 € dotiert.

### Leitlinienarbeit
Als Mitgliedsgesellschaft der Arbeitsgemeinschaft der Wissenschaftlichen Medizinischen Fachgesellschaften beteiligt sich die Deutsche Gesellschaft für Endokrinologie an der Erarbeitung evidenzbasierter nationaler Leitlinien zu medizinischen Themenbereichen, die das Fachgebiet der Endokrinologie berühren. Hierzu gehören die Leitlinie Operative Therapie des primären und renalen Hyperparathyreoidismus, die Leitlinie Diagnostik und Therapie vor einer assistierten reproduktionsmedizinischen Behandlung oder die Leitlinie Diagnostik des Wachstumshormonmangels im Kindes- und Jugendalter. Die Deutsche Gesellschaft für Endokrinologie ist seit 1994 Mitglied der Arbeitsgemeinschaft der Wissenschaftlichen Medizinischen Fachgesellschaften, war seither an der Erstellung von 26 Leitlinien beteiligt und hat die im Jahr 2019 erschienene Leitlinie zur Diagnostik und Therapie klinisch hormoninaktiver Hypophysentumoren federführend betreut.
Die Leitlinien werden im Rahmen des AWMF-Leitlinienprogramms veröffentlicht.

## Struktur
Nach eigenen Angaben hat die DGE die folgende Organisationsstruktur:

### Zentrale Einrichtungen
- Vorstand
- Geschäftsstelle (in Kooperation mit der Servicegesellschaft EndoScience)
- Akademie für Fort- und Weiterbildung der DGE
- Pressestelle

### Sektionen
- Adipositas, Diabetes und Stoffwechsel
- Angewandte Endokrinologie
- Endokrinologie-AssistentInnen
- Knochenstoffwechsel (CRHUKS)
- Labor
- Nebenniere, Steroide und Hypertonie
- Neuroendokrinologie
- Reproduktionsbiologie und -medizin
- Schilddrüse

### Arbeitsgemeinschaften
- Endokrine und neuroendokrine Onkologie
- Hypophyse und Hypophysentumore
- Labor
- Pädiatrische Endokrinologie und Diabetologie (eng verknüpft mit der Deutschen Gesellschaft für Kinderendokrinologie und -diabetologie (DGKED) e. V.)
- Transgendermedizin
- YARE – Young Active Research in Endocrinology